# Charles Lucas (architecte)
Pour les articles homonymes, voir Charles Lucas et Lucas.
Charles Lucas, né le 8 avril 1838 à Paris et mort dans cette même ville le 19 septembre 1905, est un architecte et écrivain français.

## Biographie
Charles Lucas entre en 1856 à l'école des beaux-arts de Paris et étudie auprès de Simon-Claude Constant-Dufeux puis à l'école pratique des hautes études. Il crée le cours d'histoire de l’art à l'école Boulle. Il conçoit également les plans de l'école Estienne.

## Distinction
Il est membre de nombreuses sociétés savantes :
- académie des sciences, belles-lettres et arts de Lyon ;
- Académie nationale de Metz ;
- Académie nationale de Reims ;
- commission du Vieux Paris en 1897 ;
- Société académique d'architecture de Lyon en 1881 ;
- société archéologique de Sens ;
- société centrale des architectes français en 1870 ;
- société d'économie politique ;
- société de l'histoire de Paris et de l'Île-de-France de 1874 à 1905 ;
- société des amis des monuments parisiens ;
- société des antiquaires de l'Ouest ;
- société des antiquaires de Picardie ;
- société libre des beaux-arts ;
- membre correspondant de la société nationale des antiquaires de France.

Il est également fait chevalier de l'ordre royal d'Espagne et de l'ordre du Christ.